# Ricciardo i Zoraida
Ricciardo i Zoraida (wł.: Ricciardo e Zoraide) – opera seria Gioacchina Rossiniego – w dwóch aktach, do której libretto napisał Francesco Berio di Salsa, jej premiera miała miejsce w Neapolu 3 grudnia 1818 roku.

## Historia
Libretto napisał markiz Berio na podstawie postaci i sytuacji heroikomicznej epopei Niccolò Forteguerriego (1674-1735) Il Ricciardetto (Rysio). Rossini rozpoczął pracę nad Ricciardem i Zoraidą jeszcze wiosną 1818 roku podczas pobytu w Pesaro, gdzie nadzorował wystawienie Sroki złodziejki. Wkrótce potem choroba przerwała pracę nad utworem, a po przyjeździe do Bolonii kompozytor poświęcił się pisaniu partytury do Adiny. W końcu sierpnia 1818 roku powrócił ze swej podróży po Włoszech do Neapolu, jego impresario, Domenico Barbaja, uznał bowiem, że "wakacje" kompozytora trwały już dostatecznie długo. Podczas premiery 3 grudnia 1818 roku opera odniosła jeszcze większy sukces niż Mojżesz w Egipcie, mimo trudności jakie spotkały głównych wykonawców Colbran i Davida. Premierze towarzyszyły entuzjastyczne recenzje prasowe Artykuł zamieszczony w Il Giornale del Regno delle Due Sicilie w formie listu nadesłanego z Pól Elizejskich przez Domenico Cimarosę stawia Rossiniego wśród najsłynniejszych twórców opery włoskiej i zdobi mu skroń wieńcem laurowym. Nowy utwór w krótkim czasie obiegł wszystkie wielkie sceny włoskie i zagraniczne (Wiedeń, Monachium, Londyn, Paryż). W 1823 roku został wystawiony we Lwowie. Ostatni raz w XIX wieku został wystawiony w mediolańskiej La Scali w 1846 roku. Ponownie wznowiono go na Rossini Opera Festivalu w Pesaro w 1990 roku a następnie w 1996 i 2018 roku.

## Osoby i pierwsza obsada
| Rola                                              | Głos        | Premiera 3 grudnia 1818 (Pierwsza obsada) |
| ------------------------------------------------- | ----------- | ----------------------------------------- |
| Agorante, władca Nubii                            | tenor       | Andrea Nozzari                            |
| Zoraida, córka króla Ircana                       | sopran      | Isabella Colbran                          |
| Zomira, pierwsza małżonka Agoranta                | mezzosopran | Benedetta Rosmunda Pisaroni               |
| Ricciardo, rycerz chreścijański, ukochany Zoraidy | tenor       | Giovanni David                            |
| Ircano, król, ojciec Zoraidy                      | bas         | Michele Benedetti                         |
| Ernesto, ambasador chrześcijański                 | tenor       | Giuseppe Ciccimarra                       |
| Elmira, powiernica Zomiry                         | mezzosopran | Raffaela de Bernardis                     |
| Fatima                                            | mezzosopran | Maria Manzi                               |
| Zamorre, powiernik Agoranta                       | tenor       | Gaetano Chizzola                          |

## Treść

### Akt I
Agorante, władca Nubii, powraca triumfalnie do stołecznej Dongali, wziąwszy w jasyr piękną Zoraidę, córkę swego wroga, króla Ircana (Minacci pur). Zoraida oczekuje ratunku ze strony swego ukochanego, chrześcijańskiego rycerza Ricciarda. Zomira, pierwsza małżonka Agoranta bezskutecznie próbuje zdobyć jej zaufanie (duet: Invan tu fingi). Sercem Agoranta zawładnęła niepodzielnie Zoraida (tercet: Cruda sorte). Tymczasem do Dongali przybywa poseł chrześcijański Ernesto w towarzystwie "afrykańskiego przewodnika", którym jest przebrany Ricciardo (S’ella mi è ognoi fedele). Przychylając się do prośby posła Agorante jest skłonny uwolnić wszystkich jeńców z wyjątkiem Zoraidy. W obecności całego dworu jeszcze raz ofiarowuje jej serce i tron, ale Zoraida pozostaje niewzruszona. Odmowę wydania Zoraidy poseł uznaje za wypowiedzenie wojny (kwartet: Cessi omai). Gdy więc do sali tronowej wpada jeszcze zazdrosna Zomira Agorante wpada w furię (finał: Ah! confusa, smarrita).

### Akt II
Zamorre, powiernik Agoranta powiadamia władcę, że Ernesto opuścił Dongalę, pozostawiając w pałacu swego przewodnika, który prosi o posłuchanie. Przewodnik (Ricciardo) zapewnia Agoranta, że Ricciardo porwał mu żonę i prosi o jego ukaranie. Dopuszczony przez władcę do Zoraidy, ma jej powiedzieć jakiego kochała nikczemnika (duet: Donala a questo core). Zakochani padają sobie w ramiona, nie zauważywszy śledzącej ich z ukrycia Elmiry, która biegnie o wszystkim donieść swej pani, Zomirze (duet: Ricciardo, che veggo! ). Ricciardo zapewnia Agoranta, że Zoraida jest mu przychylna, tyran wpada jednak w gniew i skazuje Zoraidę na śmierć, chyba że jakiś rycerz weźmie ją w obronę. Jakoż pojawia się rycerz w czarnej zbroi – która ukrywa ojca Zoraidy, Ircana. Agorante wyznacza do pojedynku Ricciarda (kwartet: Contro cento e centro prodi). Ricciardo zwycięża Ircana, kiedy jednak Agorante dowiaduje się od żony, kim on jest, wtrąca go do lochu. Aby pozbyć się rywalki Zomira proponuje Zoraidzie ucieczkę. Próba jednak kończy się niepowodzeniem. Zoraida i Ricciardo zostają wyprowadzeni z lochu na szafot, towarzyszy im Ircano (chór: Qual Giono, ahimé). Chcąc ratować ojca i ukochanego Zoraida zgadza się poślubić Agoranta, ten jednak odtrąca jej poświęcenie, widząc w nim jeszcze jeden dowód miłości do rywala (finał: Salvami il padre almeno). Ernesto oblega Dongalę. Agorante przegrywa bitwę. Ricciardo jednak wspaniałomyślnie darowuje mu życie, zwracając pokonanemu władcy miecz).

## O operze
Opera nie przynosi nowych poszukiwań muzycznych. Na pierwszy plan wysuwa się element popisu wokalnego, a orkiestra ogranicza się nieomal do najprostszego akompaniamentu. Szata harmoniczna jest niewyszukana, a wszelkich śmiałych rozwiązań modulacyjnych kompozytor wyraźnie unika. Francis Toye zauważa, że Ricciardo i Zoraida świadczą lepiej o sprycie Rossiniego niż o jego artystycznych skrupułach. Wyraźnie bowiem artysta tworzył operę z zamiarem pozyskania tej części publiczności, która uważała go za niebezpiecznego nowatora i odstępcę od tradycji Cimarosy i Paisella.
W operze nie brak dobrej muzyki: cztery arie, wielkie solo primadonny w finale II aktu, sceny chóralne i zespołowe: tercet z chórem i kwartet z pięknym epizodem a capella, wreszcie znakomite concertato w pierwszym finale (Confusa smaritta). Kompozytor francuski, Hérold, który widział tę operę we Florencji w 1821 roku, tak ją ocenił: Dwie trzecie dzieła czynią wielkie wrażenie. Znajdują się tam, jak w całej zresztą twórczości tego szatana Rossiniego, rzeczy godne uwielbienia: trzy czarujące duety, śliczny kwartet, chóry pełne energii, śpiewności i nowych efektów. 

## Nagranie
- Ford, Miricioiu, Jones, Matteuzzi, Miles, Nilon, pod dyr. Parry'ego (Opera Rara 1995)[1].